# Cọ quạt Mexico
Cọ quạt Mexico (danh pháp khoa học: Washingtonia robusta) là một loài cọ thuộc họ Cau (Arecaceae) có nguồn gốc ở tây bắc México. Cây cao 25 m, đôi khi có thể cao 30 m. Hoa màu hồng cam, quả tròn màu đen xanh, đường kính 6-8mm và ăn được. Loài này được H.Wendl. miêu tả khoa học đầu tiên năm 1883.
Lá cọ bản rộng, dùng để lợp nhà. Cuống lá cọ dùng làm hàng thủ công. Thân cây cọ dùng làm cột nhà, cầu, cống và nhìều công dụng dân sinh khác.

## Hình ảnh

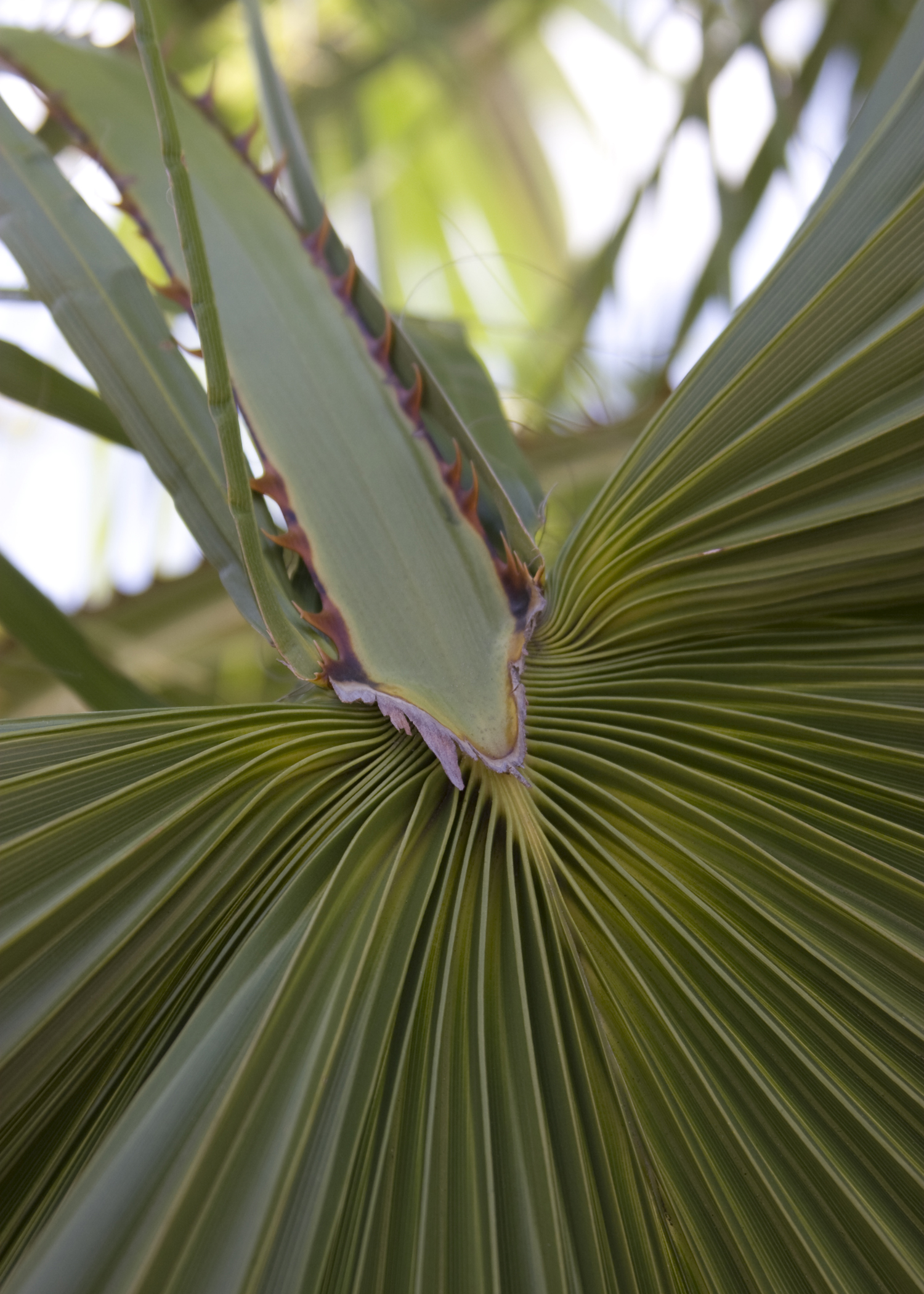
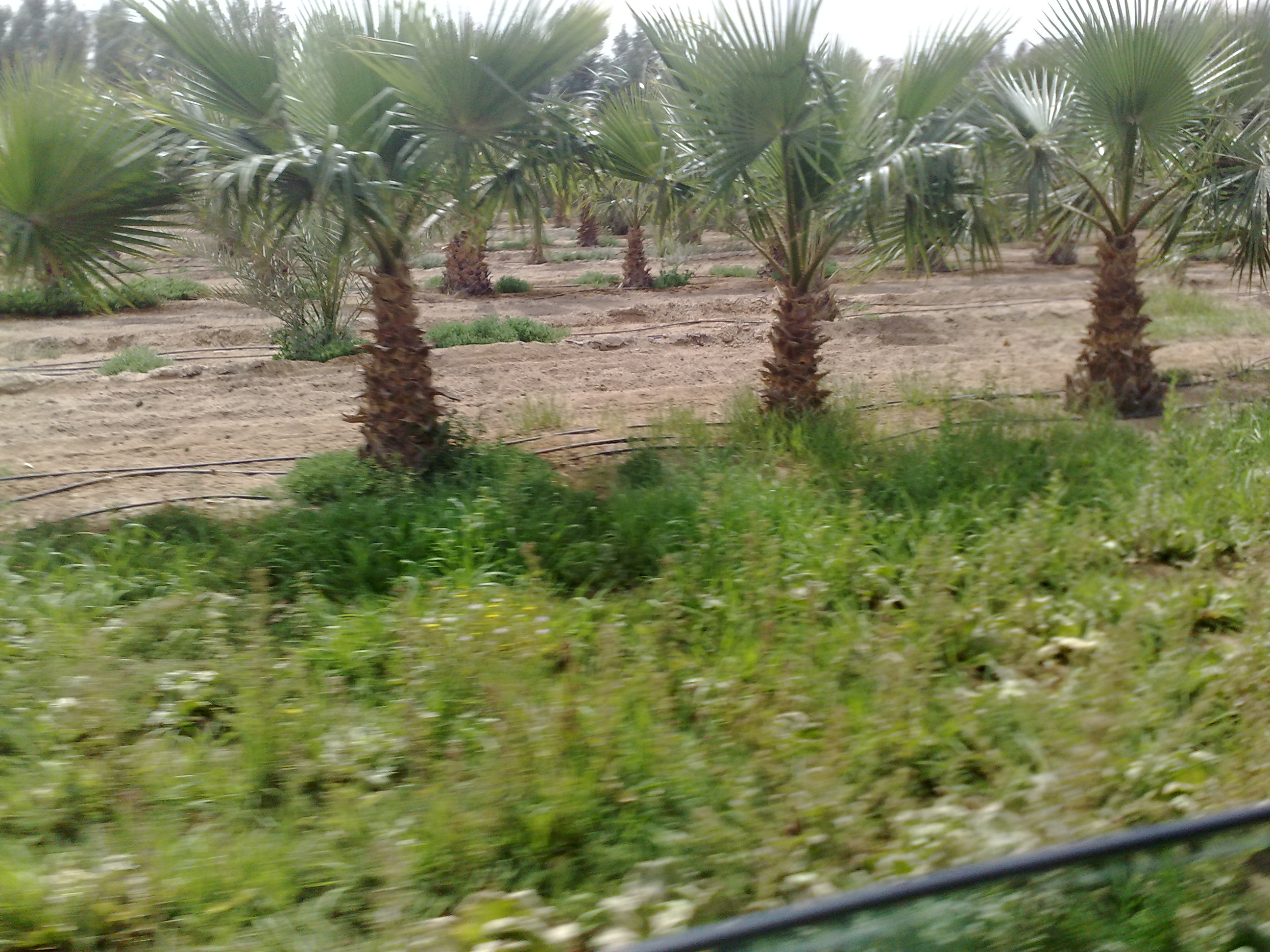
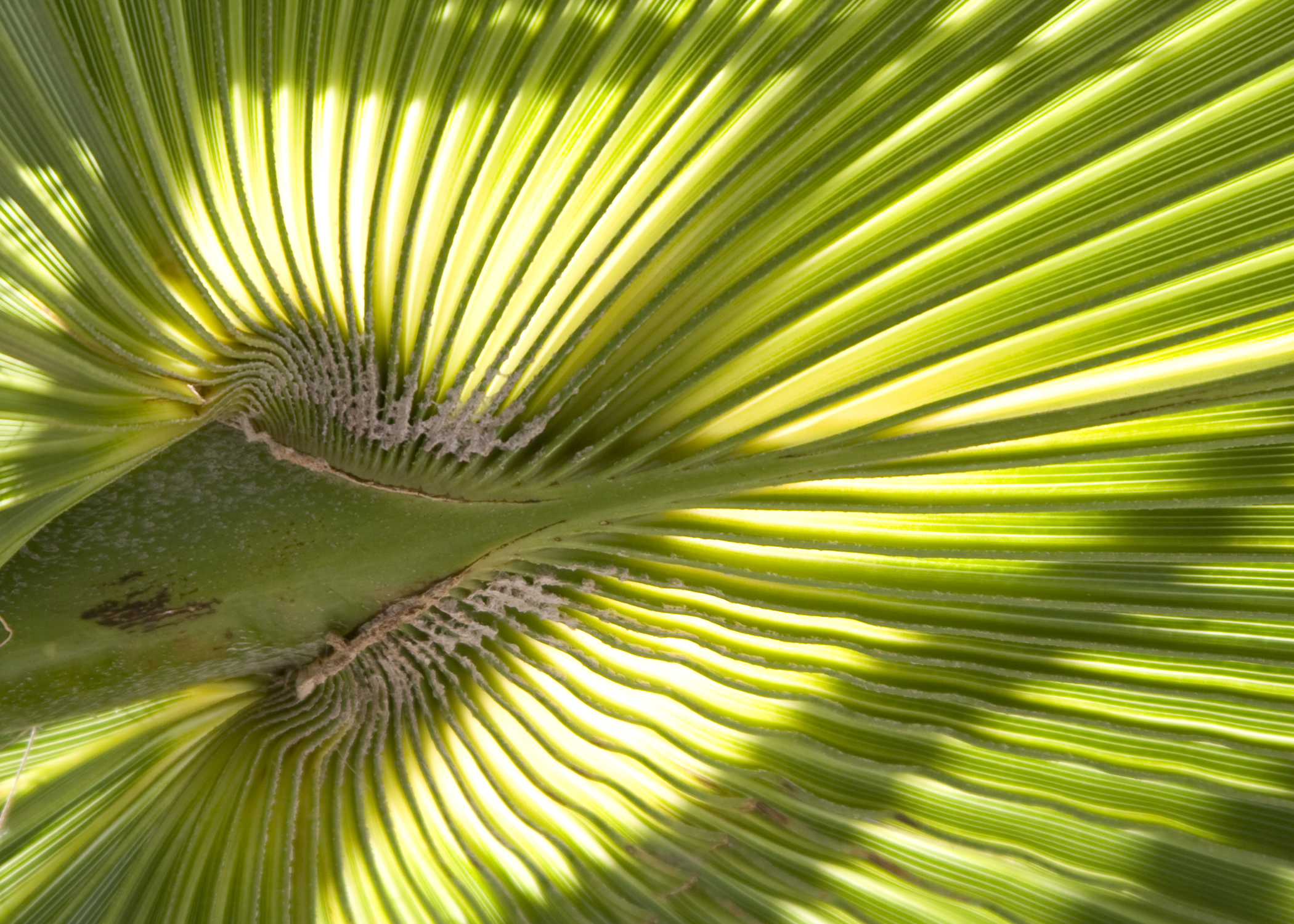
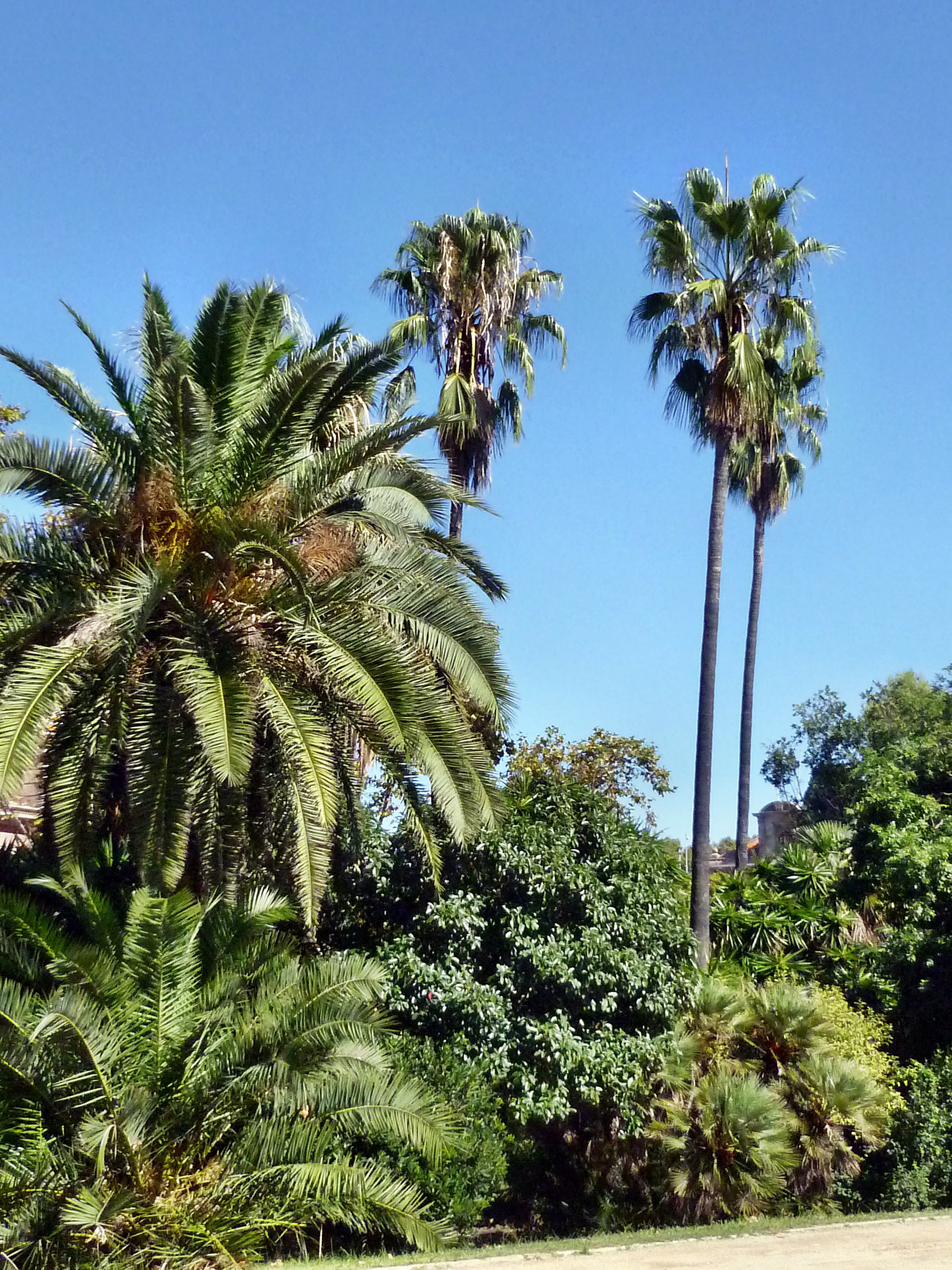
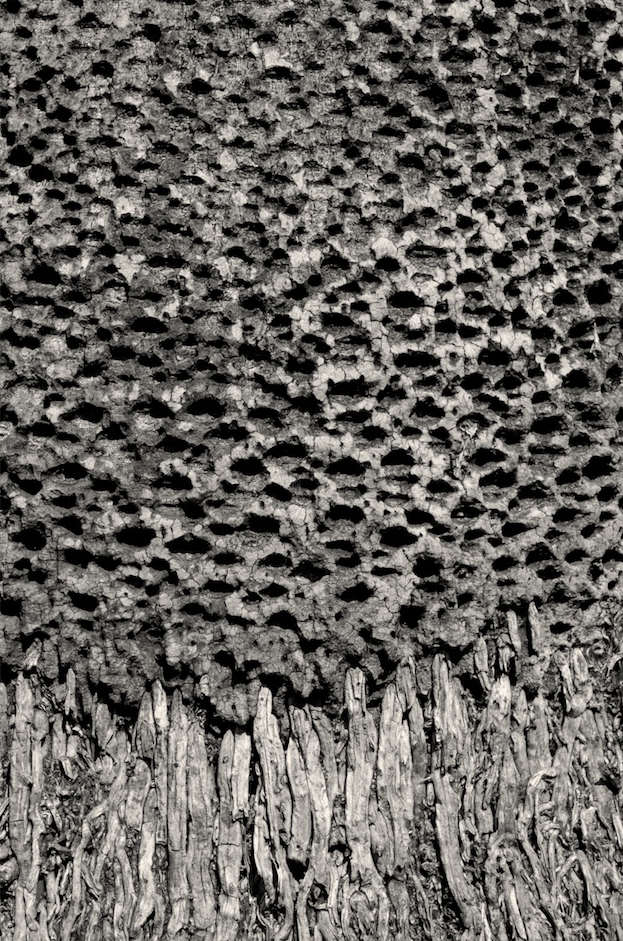
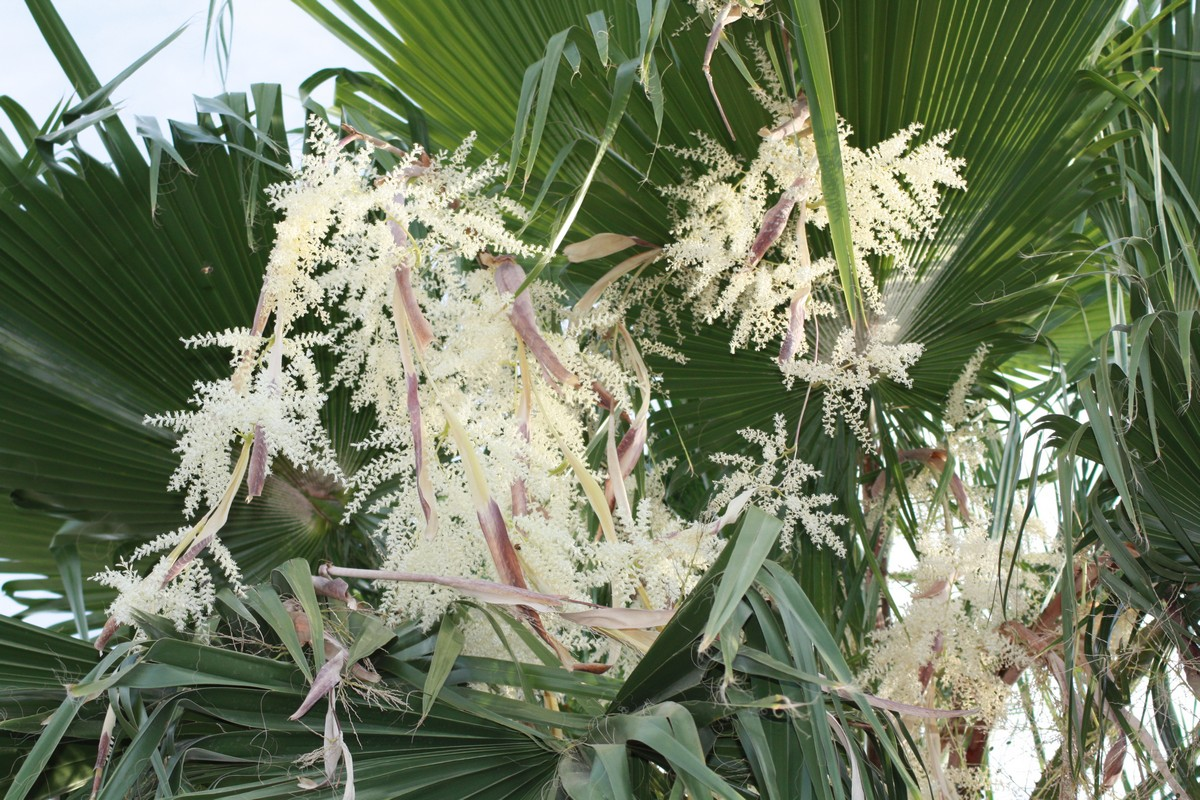
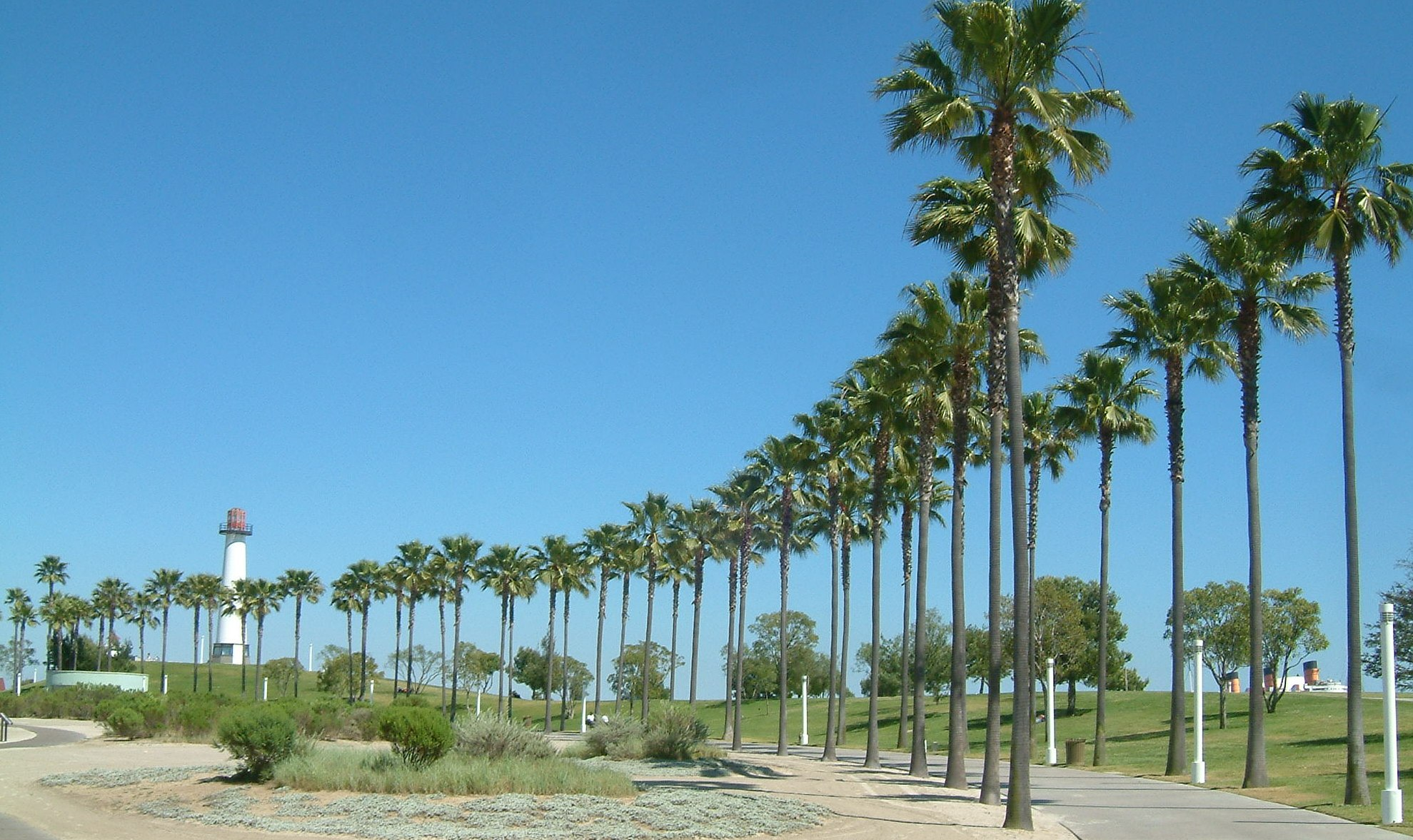
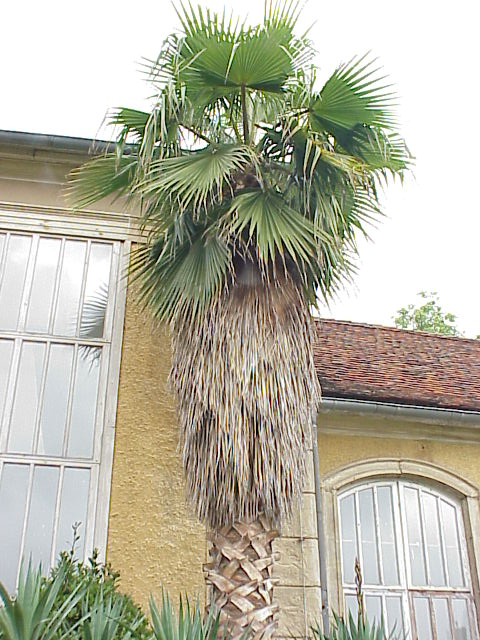
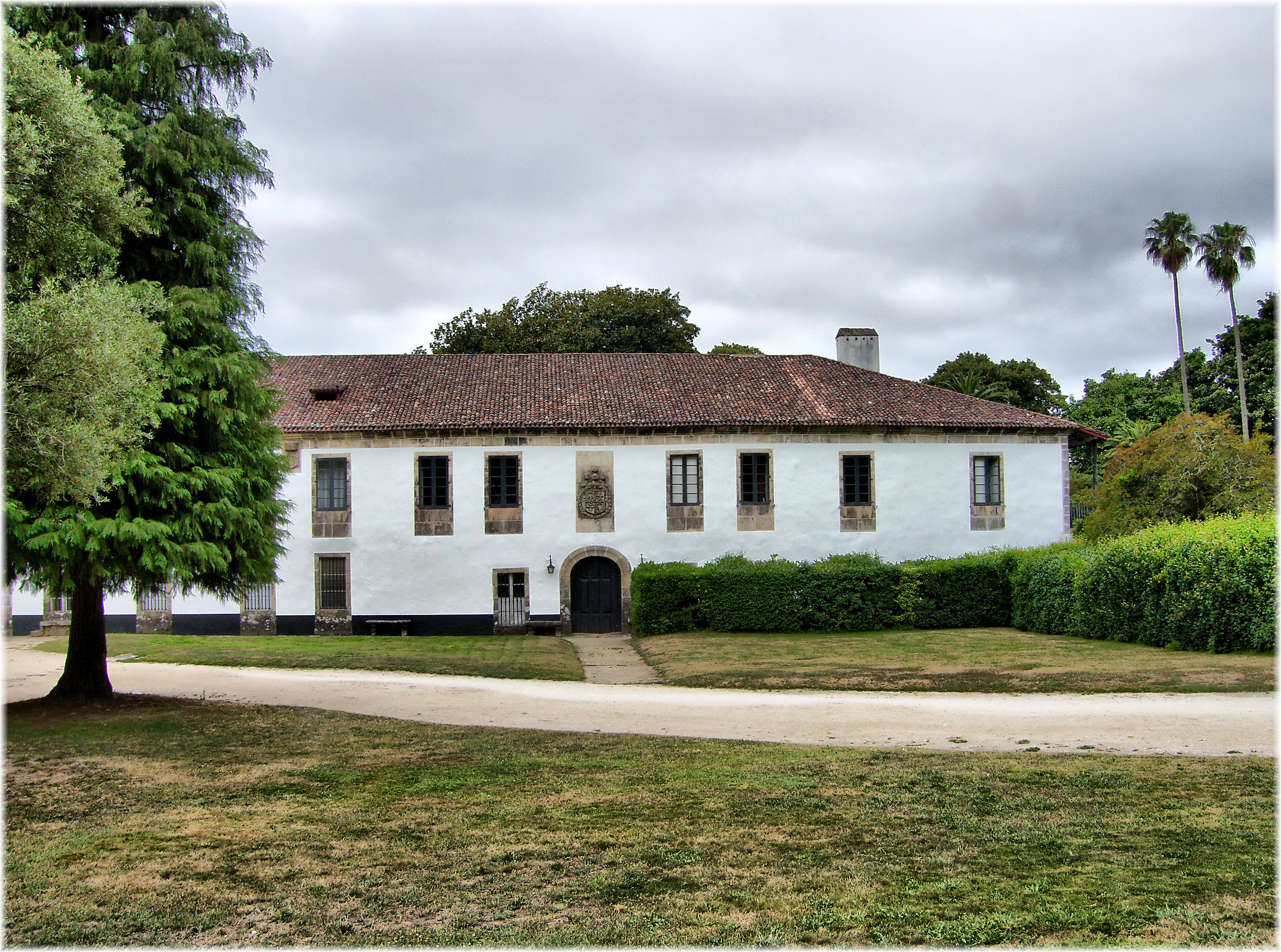